# Hangyászfélék
A hangyászfélék (Myrmecophagidae) az emlősök (Mammalia) osztályának a vendégízületesek (Xenarthra) öregrendjéhez és a szőrös vendégízületesek (Pilosa) rendjéhez tartozó család.

## Rendszerezés
A családba az alábbi 2 nem és 3 faj tartozik:
- Myrmecophaga (Linnaeus, 1758) – 1 faj
  - sörényes hangyász (Myrmecophaga tridactyla)
- Tamandua (Gray, 1825) – 2 faj

A két élő nemen kívül, az alábbi két fosszilis nem is ebbe a családba tartozik:
- †Neotamandua
- †Protamandua